# Casagiove
Casagiove – miejscowość i gmina we Włoszech, w regionie Kampania, w prowincji Caserta.
Według danych na rok 2004 gminę zamieszkiwało 14 811 osób, 2468,5 os./km².